# MRNA-4157/V940
mRNA-4157/V940 ist eine mRNA, die als RNA-Impfstoff experimentell zur Krebsimmuntherapie gegen verschiedene Krebserkrankungen eingesetzt wird.

## Eigenschaften
mRNA-4157/V940 ist eine mit Lipiden verkapselte modifizierte mRNA. Die mRNA codiert für bis zu 34 Neoantigene, je nachdem, welche im Tumor des Patienten vorkommen (personalisierte Medizin). Die Lipide dienen als Transfektionsreagenz, um die mRNA vor Abbau durch RNasen zu schützen und in Zellen einzuschleusen. Die US-amerikanische Arzneimittelzulassungsbehörde FDA erteilte 2023 den breakthrough-therapy-Status, die europäische Arzneimittelbehörde EMA den prioritiy-medicine(PRIME)-Status für die Kombinationstherapie von mRNA-4157/V940 mit dem Immun-Checkpoint-Inhibitor Pembrolizumab (200 mg) nach operativer Entfernung von Melanomen.  Weiterhin wird die Verwendung gegen solide Tumore untersucht.